# Domenico Lalli
Domenico Lalli, vlastním jménem Sebastiano Biancardi, (27. března 1679 Neapol – 9. října 1741 Benátky) byl italský básník a operní libretista.

## Život
Sebastiano Biancardi se narodil 27. března 1679 v Neapoli. Jeho rodiče byli Caterina a Michele Biancardi. Ve věku 11 měsíců byl adoptován Fulviem Caracciolou, členem neapolské šlechtické rodiny. V rodině Caracciolů se mu dostalo vzdělání v oboru práv a literatury a byl představen mnoha neapolským významným osobnostem. Když mu bylo 18 let zemřeli jak biologičtí, tak adoptivní rodiče. Oženil se s Giustinou Baroni, která byla sestrou biskupa v Calvi a měl s ní 13 dětí. Aby uživil rodinu pracoval jako hlavní pokladní v bance Santissima Annunziata.
V roce 1706 upadl v podezření z defraudace. Opustil rodinu a uchýlil se do Říma. Tam se seznámil se sicilským šlechticem a hudebním skladatelem Emanuelem d'Astorgou, který použil jeho básně jako texty pro několik svých kantát a serenád. Následující dva roky cestovali společně po Itálii. V Janově byli okradeni svým sloužícím a aby získali peníze prodali několik libret impresáriu janovské opery. Poté zamířili do Benátek a změnili si jména. Z d'Astorgy se stal "Giuseppe del Chiaro" a Biancardi přijal jméno "Domenico Lalli", pod kterým vystupoval po zbytek svého života. Pod tímto jménem uzavřel v Benátkách i svůj druhý sňatek.
Jejich cesty se pak rozdělily. D'Astorga odešel do Madridu kam jej pozval následník trůnu Karel (později císař Karel VI.), na nějž učinila značný dojem Astorgova opera „Dafni“. Lalli se spřátelil se známým libretistou Apostolem Zenou. Na jeho doporučení se Lalli stal manažerem divadel rodiny Grimaniů (Teatro San Samuele a Teatro San Giovanni Grisostomo). V této funkci nejprve upravoval libreta jiných autorů. Lalliho první samostatné libreto byla opera L'amor tirannico, na které zkomponoval hudbu Francesco Gasparini a která byla provedena v roce 1710 v divadle Teatro San Cassiano v Benátkách. V následujících letech napsal řadu libret pro přední hudební skladatele té doby. Např. pro Antonia Vivaldiho[ napsal nejméně pět libret, pro Albinoniho tři a dvě pro Alessandra Scarlattiho. Stal se také členem benátské akademie (Accademia degli Arcadi). Dvě ze svých libret (La cantatrice a Il tropotipo) publikoval pod svým arkadským jménem "Ortanio".
V roce 1723 se stal dvorním básníkem bavorského kurfiřta Maxmiliána II. Emanuela a později i jeho syna, císaře Karla VII. Bavorského. Kromě operních libret, Lalli publikoval v Benátkách svou poesii a prozaická díla pod svým skutečným jménem Sebastiano Biancardi.
Přibližně v polovině třicátých let jeho kariéra operního libretisty pomalu končila a ve funkci ředitele Grimaniho divadel ho nahradil Carlo Goldoni. Po smrti své první ženy se znovu oženil s Barbarou Pazini. Dále se živil více jako spisovatel. Mimo jiné zveršoval biblická podobenství a přísloví a vydal sbírku životopisů neapolských králů.
Do konce života se snažil získat královskou milost, aby se mohl vrátit do svého rodného města. Nikdy se mu to však nepodařilo. Zemřel v Benátkách v chudobě 9. října 1741 ve věku 62 let. Je pohřben v kostele Chiesa di Santa Maria Formosa.

## Dílo

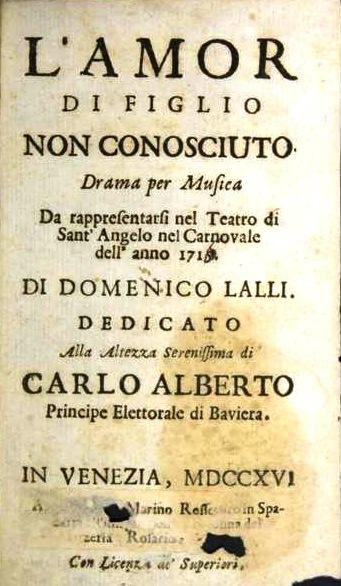
Titulní list libreta k opeře L'amor di figlio non conosciuto Tomase Albinoniho

.

### Opery
- L'amor tirranico (hudba Francesco Gasparini, Teatro San Cassiano, Benátky, 1710)
- Elisa (hudba Giovanni Maria Ruggieri, Teatro Sant'Angelo, Benátky, 1711)
- Ottone in villa (hudba Antonio Vivaldi, Teatro delle Grazie, Vicenza, 1713)
- Il gran Mogol (hudba Francesco Mancini, Teatro San Bartolomeo, Neapol, 1714)
- Pisistrato (hudba Leonardo Leo, Teatro San Bartolomeo, Neapol, 1714)
- Tigrane (hudba Alessandro Scarlatti, Teatro San Bartolomeo, Neapol, 1715)
- L'amor di figlio non conosciuto (hudba Tomaso Albinoni, Teatro San'Angelo, Benátky, 1716)
- Arsilda, regina di Ponto (hudba Antonio Vivaldi, Teatro San'Angelo, Benátky, 1716)
- L'Argippo (revize libreta k opeře Il gran Mogol, hudba Giovanni Porta, Teatro San Cassiano, Benátky, 1717)
- Farnace (hudba Carlo Francesco Pollarolo, Teatro San Cassiano, Benátky, 1718)
- Il Lamano (hudba Michelangelo Gasparini, Teatro San Giovanni Crisostomo, Benátky, 1718)
- Il Cambise (hudba Alessandro Scarlatti, Teatro San Bartolomeo, Neapol, 1719
- La Candace, o siano Li veri amici (hudba Antonio Vivaldi, dvorní divadlo Mantova, 1720)
- Filippo re di Macedonia (hudba Antonio Vivaldi, Teatro Sant'Angelo, Benátky, 1720)
- Gli eccessi dell'infedeltà (hudba Antonio Caldara, dvorní divadlo arcibiskupa, Salcburk, 1720)
- Il Farasmane (hudba Giuseppe Maria Orlandini, Teatro Formagliari, Bologna, 1720)
- Gli eccessi della gelosia (hudba Tomaso Albinoni, Teatro Sant'Angelo, Benátky, 1722)
- I veri amici (hudba Tomaso Albinoni, dvorní divadlo Mnichov, 1722, objednáno ke svatbě Karla VII. Bavorského a Marie Amálie Habsburské)
- Camaide, imperatore della China (hudba Antonio Caldara, dvorní divadlo Salcburk, 1722)
- Damiro e Pitia (hudba Nicola Porpora, dvorní divadlo Mnichov, 1724 (objednáno ke jmeninám Maxmiliána II. Emanuela)
- Ulisse (hudba Giovanni Porta, Teatro Sant'Angelo, Benátky 1725)
- Imeneo in Atene (hudba Nicola Porpora, Teatro San Samuele, Benátky, 1726)
- Turia Lucrezia (hudba Antonio Pollarolo, Teatro Sant'Angelo, Benátky 1725)
- L' Epaminonda (hudba Pietro Torri, dvorní divadlo Mnichov, 1727, objednáno k oslavě narozenin Maxmiliána III. Josefa)
- Nicomede (hudba Pietro Torri, dvorní divadlo Mnichov, 1728, objednáno k oslavě příjezdu arcibiskupa Františka Ludvíka Neuburského do Mnichova)
- Edippo (hudba Pietro Torri, dvorní divadlo Mnichov, 1729, objednáno k oslavě narozenin Marie Amálie Habsburské)
- Argene (hudba Leonardo Leo, Teatro San Giovanni Grisostomo, Benátky 1728)
- Il Tamese (hudba Francesco Feo, Teatro San Bartolomeo, Neapol, 1729)
- Argippo (přepracování libreta Il gran Mogol), hudba Antonio Vivaldi, Šporkovo divadlo, Praha, 1730)
- Dalisa (hudba Johann Adolf Hasse, Teatro San Samuele, Benátky, 1730)

### Literární díla
- 12 sonetů na počest kardinála Francesco del Giudice (1715)
- Rime di Bastian Biancardi (1732)
- Rime berniesche di Bastian Biancardi (1732)
- Memorie del regno di Catterina imperadrice e sovrana di tutta la Russia (překlad díla Jean Rousset de Missy: Historie Ruska za vlády carevny Kateřiny I., 1730)
- Biblická přísloví a podobenství
- Životopisy neapolských králů